# Progreso Industrial
Progreso Industrial är en mindre stad i Mexiko, tillhörande kommunen Nicolás Romero i delstaten Mexiko. Progreso Industrial ligger i den centrala delen av landet och tillhör Mexico Citys storstadsområde. Staden hade 11 289 invånare vid folkmätningen 2010.